# Roberto Scelfo
Roberto Scelfo (Bolzano, 7 giugno 1971) è un allenatore di hockey su ghiaccio ed ex hockeista su ghiaccio italiano.

## Carriera
Ha giocato per quasi tutta la sua carriera con la maglia del Renon, tra prima e seconda serie, ed è uno dei pochi portieri militanti nel campionato italiano ad avere all'attivo una rete segnata.
Dopo il ritiro ha allenato dapprima la squadra Under-20 del Renon, per poi divenire, dal 2012, assistente allenatore della prima squadra, dove giocava il fratello Emanuel.
Dall'autunno del 2014 è entrato nello staff della nazionale azzurra, come assistente dei selezionatori Ivano Zanatta e Stefan Mair.
Per due stagioni (2015-2017) è stato allenatore della seconda squadra del Renon, il Renon Junior. Nell'estate del 2016 ha poi lasciato, sostituito da Erwin Kostner, la panchina della prima squadra per concentrarsi sulla seconda, divenendo anche nel contempo allenatore dei portieri di tutte le squadre.
Al termine della stagione 2016-2017 ha lasciato il Renon. Si è accasato all'HC Trento, dove è stato nominato head coach di tutte le squadre giovanili, dalla Under 7 alla Under 17, prolungando poi il contratto fino al 2020.